# Schloss Prackenberg
Das ehemalige Schlösschen Prackenberg lag in dem Ortsteil Prackenberg der Gemeinde St. Roman im Bezirk Schärding.
Ritter Pilgrim von Puchheim erhielt 1331 durch den Bischof von Passau u. a. auch Schloss Prackenberg als Lehen. Im Tauschwege gegen die Festung Litschau und Heidenreichstein gelangte Prackenberg 1348 durch Herzog Albrecht II. an den Landesfürsten. Bezeugt ist, dass am 28. Juli 1477 ein Vlrich Röchlingen den Ambthoff zw Prackenberg dem Hans Pirchinger zu Sigharting verkauft hat. In einer Urkunde von 1700 wird ein gemauert Sitz Präckhenberg genannt. 1799 ist Pranken- oder Prachenberg ein Ansitz der Grafen Tattenbach.
Das Schloss verfiel im 18. Jahrhundert. Um 1880 waren noch Teile vorhanden, die 1881 abgerissen und als Baumaterial für die Stallungen des Bauernhofes Bodenhofner verwendet wurden. Das Gebäude befand sich auf den Grundparzellen Nr. 1651–1653 neben dem Bauernhof Bodenhofner, der noch lange Zeit als Schlossbauer bezeichnet wurde. Heute sind davon keine Reste mehr erhalten.
Eine Sage erklärt den Ursprung von Prackenberg. Und zwar soll vor langer Zeit auf dem Schöffberg auf einem heute mit Hochwaldstein bezeichneten Platz ein Schloss gestanden haben. Dieses sei von drei Brüdern, den Prackenbergern, bewohnt worden.